# Video Singles Collection
Video Singles Collection és un àlbum de vídeos de la banda britànica Depeche Mode. Es tracta d'una compilació formada per tres DVD que inclou tots els videoclips de senzills publicats de la banda entre els anys 1981 i 2013. Aquesta fou la primera compilació llançada per Depeche Mode dins el segell Sony Music, que havia adquirit els drets el juliol de l'any anterior. Els videoclip van ser restaurats per la compilació i alguns d'ells incorporen comentaris d'àudio dels membres actuals de la banda.

## Llista de cançons
| Núm.              | Títol                               | Director                  | Comentaris            |
| ----------------- | ----------------------------------- | ------------------------- | --------------------- |
| 1.                | Just Can't Get Enough               | Clive Richardson          | Fletcher, Gahan, Gore |
| 2.                | See You                             | Julien Temple             | Fletcher, Gore        |
| 3.                | The Meaning of Love                 | Julien Temple             | Gore                  |
| 4.                | Leave in Silence                    | Julien Temple             |                       |
| 5.                | Get the Balance Right!              | Kevin Hewitt              | Gahan                 |
| 6.                | Everything Counts                   | Clive Richardson          |                       |
| 7.                | Love, in Itself                     | Clive Richardson          |                       |
| 8.                | People Are People                   | Clive Richardson          |                       |
| 9.                | Master and Servant                  | Clive Richardson          | Fletcher              |
| 10.               | Blasphemous Rumours                 | Clive Richardson          |                       |
| 11.               | Somebody                            | Clive Richardson          |                       |
| 12.               | Shake the Disease                   | Peter Care                | Fletcher              |
| 13.               | It's Called a Heart                 | Peter Care                | Gore                  |
| 14.               | Stripped                            | Peter Care                | Gahan, Gore           |
| 15.               | But Not Tonight                     | Tamra Davis               |                       |
| 16.               | A Question of Lust                  | Clive Richardson          |                       |
| 17.               | A Question of Time                  | Anton Corbijn             | Gore                  |
| 18.               | Strangelove                         | Anton Corbijn             | Fletcher, Gahan       |
| 19.               | Never Let Me Down Again             | Anton Corbijn             | Fletcher, Gahan       |
| 20.               | Behind the Wheel                    | Anton Corbijn             | Fletcher, Gahan       |
| 21.               | Little 15                           | Martyn Atkins             |                       |
| 22.               | Strangelove '88                     | Martyn Atkins             |                       |
| 23.               | Everything Counts (Live)            | D.A. Pennebaker           |                       |
| 24.               | Personal Jesus                      | Anton Corbijn             | Fletcher              |
| 25.               | Enjoy the Silence                   | Anton Corbijn             | Gahan, Gore           |
| 26.               | Policy of Truth                     | Anton Corbijn             |                       |
| 27.               | World in My Eyes                    | Anton Corbijn             |                       |
| 28.               | I Feel You                          | Anton Corbijn             | Gahan                 |
| 29.               | Walking in My Shoes                 | Anton Corbijn             | Martin                |
| 30.               | Condemnation                        | Anton Corbijn             |                       |
| 31.               | One Caress                          | Kevin Kerslake            |                       |
| 32.               | In Your Room                        | Anton Corbijn             | Martin                |
| 33.               | Barrel of a Gun                     | Anton Corbijn             | Martin                |
| 34.               | It's No Good                        | Anton Corbijn             | Fletcher, Gahan       |
| 35.               | Home                                | Steven Green              |                       |
| 36.               | Useless                             | Anton Corbijn             |                       |
| 37.               | Only When I Lose Myself             | Brian Griffin             |                       |
| 38.               | Dream On                            | Stéphane Sednaoui         |                       |
| 39.               | I Feel Loved                        | John Hillcoat             |                       |
| 40.               | Freelove                            | John Hillcoat             | Martin                |
| 41.               | Goodnight Lovers                    | John Hillcoat             |                       |
| 42.               | Enjoy the Silence '04               | Uwe Flade                 |                       |
| 43.               | Precious                            | Uwe Flade                 |                       |
| 44.               | A Pain That I'm Used To             | Uwe Flade                 |                       |
| 45.               | Suffer Well                         | Anton Corbijn             | Gahan                 |
| 46.               | John the Revelator                  | Blue Leach                |                       |
| 47.               | Martyr                              | Rob Chandler              |                       |
| 48.               | Wrong                               | Patrick Daughters         | Fletcher, Gahan       |
| 49.               | Peace                               | Jonas & François          |                       |
| 50.               | Hole to Feed                        | Eric Wareheim             |                       |
| 51.               | Fragile Tension                     | Barney Steel Rob Chandler |                       |
| 52.               | Personal Jesus 2011                 | Patrick Daughters         |                       |
| 53.               | Heaven                              | Timothy Saccenti          |                       |
| 54.               | Soothe My Soul                      | Warren Fu                 |                       |
| 55.               | Should Be Higher (Live)             | Anton Corbijn             |                       |
| Videoclips extres |                                     |                           |                       |
| 1.                | People Are People (versió 12")      | Clive Richardson          |                       |
| 2.                | Stripped (Unreleased Alternate Cut) | Peter Care                |                       |
| 3.                | But Not Tonight (Pool Version)      | Tamra Davis               |                       |
| 4.                | Soothe My Soul (Extended)           | Warren Fu                 |                       |